# Società tra professionisti
La società tra professionisti (sigla STP) costituisce una modalità di organizzazione dell'esercizio in comune di una o più professioni intellettuali regolamentate.

## Storia
Le società tra professionisti, e in particolare la questione sulla loro ammissibilità, ha determinato per lunghi anni un acceso dibattito. Dopo diversi progetti legislativi non andati in porto, nel 1997 si ebbe un intervento solo parziale e, soprattutto, non risolutivo. Nel maggio 1998, anche in seguito a forti contrasti insorti al riguardo con il Consiglio di Stato, il governo rinunciò ad emanare il regolamento sulle società di professionisti; e così, il problema, che sembrava ormai indirizzato a soluzione, restò aperto e più che mai dibattuto.
Solo il 12 novembre 2011, con l'art 10 della legge n. 183, si è di fatto espressamente consentito in via generale "la costituzione di società per l'esercizio di attività professionali regolamentate nel sistema ordinistico secondo i modelli societari regolati dai titoli V e VI del libro V del codice civile"
Di conseguenza, i professionisti che intendono esercitare in comune una professione protetta possono optare per lo strumento giuridico della società, e di qualsiasi tipo di società regolato dal codice civile: non solo, dunque, società di persone, ma anche società di capitali e cooperative.

## Disciplina
L'attività dei professionisti intellettuali è considerata dall'ordinamento italiano come attività economica ma, al contempo, non è considerata come attività di impresa ai fini civilistici e fiscali. Una società fra professionisti per l'esercizio in comune della loro attività dà quindi origine ad una organizzazione con una caratteristica civilistica peculiare: una società non impresa.
Possono essere considerate tali le società tra professionisti intellettuali che hanno come oggetto unico ed esclusivo l'esercizio in comune dell'attività professionale agli stessi riservata per legge. Gli incarichi professionali sono assunti dalla società e sarà quest'ultima ad obbligarsi per l'esecuzione delle relative prestazioni personali, sia pure attraverso i propri soci a loro volta obbligati verso la comune società a prestare la propria attività intellettuale
Si ammette inoltre che, oltre ai soci professionisti, alla società possano partecipare anche soci non professionisti, per la fornitura di prestazioni tecniche o per finalità di investimento. In questo modo, si apre la strada all'intervento di soci di capitale nella compagine sociale, purché dotati dei requisiti di onorabilità determinati dal regolamento di attuazione.
Coloro che esercitano una professione intellettuale non regolamentata non possono aprire una STP avendo già la possibilità di farlo in forma di impresa, tipicamente attraverso una società. D'altra parte un soggetto che esercita una libera professione può essere contemporaneamente socio di qualsiasi altra impresa (a meno che un singolo ordine abbia regole restrittive oppure il soggetto abbia sottoscritto accordi con terzi che lo vietano).